# Tracy Anderson
Tracy Anderson (Noblesville, Indiana; 3 de marzo de 1975) es una autora de fitness estadounidense. Es conocida por su "Método Tracy Anderson" y por tener varios clientes famosos.

## Primeros años y carrera
Hija de la profesora de danza Diana Ephlin, Anderson se formó en la danza desde una edad temprana en Noblesville (Indiana). Al principio esperaba convertirse en bailarina profesional en Nueva York. Después de engordar 12 kilos durante su primer año en Nueva York, Anderson cambió su enfoque hacia la pérdida de peso y el entrenamiento físico como carrera. Anderson cuenta con gimnasios en Los Ángeles, Nueva York, Los Hamptons, España y Londres, y tiene una colección de DVD para entrenar en casa. En 2015, Tracy Anderson lanzó un programa de fitness en línea llamado TA Video Streaming.
Publicó una colección de DVD de ejercicios para embarazadas dirigida a las mujeres en los periodos pre y postnatal.

## Críticas
En un artículo de abril de 2015 en The Washington Post, la entrenadora personal Kat Whitfield afirmó que los métodos de Anderson "ciertamente no siguen los principios de la fisiología del ejercicio".

## Vida personal
Tracy Anderson se casó con el jugador de baloncesto Eric Anderson en 1998 y su hijo Sam nació ese mismo año. La pareja se divorció en 2008. Eric Anderson murió en 2018. El 27 de septiembre de 2011 se casó con Matthew Mogol. Su hija, Penelope, nació en mayo de 2012. En 2013, Anderson y Mogol se separaron. En 2016, Anderson comenzó a salir con el gestor de fondos de cobertura de origen escocés Nicholas Riley. Anunciaron su compromiso a principios de 2018 en Instagram. No obstante, en abril de ese mismo año, se informó que Riley había cancelado su compromiso.